# بایگانی‌های سری واتیکان
بایگانی‌های سری واتیکان (لاتین: Archivum Secretum Apostolicum Vaticanum) هستهٔ مرکزی در شهر واتیکان برای نشر و اشاعهٔ تمام سندها و رساله‌های سریر مقدس، پاپ می‌باشد. به عنوان حاکم شهر واتیکان و دارندهٔ بالاترین مقام، پاپ‌ها می‌توانند تا زمان مرگ یا استعفا، مالکیت این مرکز را در اختیار داشته و به جانشین خود منتقل نمایند. این بایگانی شامل اسناد دولتی، مکاتبات و کتاب‌های حسابرسی پاپ می‌باشد. مرکز بایگانی سری از کتابخانه واتیکان جدا گردیده و مکانی است که دانشمندان دسترسی بسیار محدودی به آن داشتند تا اینکه در سال ۱۸۸۱، پاپ لئون سیزدهم، فرمان بازگشایی درهای بستهٔ آن به روی محققان را صادر کرد. بیش از هزار نفر از همین محققان، سالانه به بررسی برخی از اسناد موجود می‌پردازند. برآورد گردیده که بایگانی مخفی و سری واتیکان حاوی ۸۵ کیلومتر (۵۳ مایل) قفسه است. در سال ۱۹۸۰، فضای جدیدی نیز در زیرزمین این مرکز ایجاد گردیده‌است.

## محدودهٔ منابع و اسناد
اسناد طبقه‌بندی شده می‌بایست در محل اصلی خود قرار داده شوند. انتشار اسناد یا نشر بخش کوچکی از آنها اکیداً ممنوع می‌باشد. از سال ۱۱۹۸ تاکنون، بایگانی کاملی از اسناد در این مرکز وجود دارد. هر چند اسناد مربوط به پیش از سدهٔ سیزدهم محدود است. مستندات موجود از آن زمان شامل موارد جالب توجهی است همچون درخواست هنری هشتم، پادشاه انگلستان برای ابطال ازدواجش. یک رونویسی دست نوشته از محاکمهٔ گالیله در رابطه با الحاد و ارتداد و همین‌طور نامه‌هایی از میکل آنژ وجود دارد که از عدم پرداخت دستمزدش به واسطه کار در سقف کلیسای سیستین گلایه و شکایت دارد.